# لاله پارک
مرکز خرید لاله پارک یا لاله پارک مال بزرگ‌ترین مرکز خرید، تفریحی، اقامتی غرب ایران در تبریز واقع در شهرک فرشته جنوبی است. این مجموعه از دو بخش شامل مرکز خرید و هتل پنج ستاره تشکیل شده‌است. مساحت این مرکز خرید ۱۲۲٬۰۰۰ متر مربع است که ۷۶٬۹۳۹ متر مربع آن مرکز خرید، ۲۹٬۶۲۵ متر مربع آن هتل و ۱۸٬۹۸۶ آن بخش تفریحی می باشد. هتلِ لاله پارک با نام هتل کایا لاله پارک، دهمین شعبه از شعبه‌های گروه هتل‌های زنجیره‌ای کایا ترکیه است. مجموعه لاله پارک با سرمایه‌گذاری تاجر ایرانی علی پولاد ساخته شده است. وی در این پروژه ۸۰ میلیون دلار سرمایه‌گذاری کرده‌است.علی پولاد در مراسم همایش علمی بین‌المللی فرصت‌های سرمایه‌گذاری تبریز که در مورخ ۱۴۰۲/۸/۱۵ در تالار وحدت دانشگاه تبریز برگزار شد، در مورد انتخاب نام «لاله پارک» به این مجموعه چنین اظهار نمودند: در دوران جوانی و قبل از مهاجرت به ترکیه، در تعطیلات تابستان به همراه دوستان جهت تفریح و شنا به باغات محله لاله می‌رفتیم. با توجه به خاطرات خوش آن روزها، نام این مجموعه را لاله پارک گذاشتم.

## پیشینه
تاریخچه احداث این مجموعه به نشست کلانشهرهای کشورهای اسلامی در استانبول در سال ۱۳۸۵ برمی‌گردد که هیئتی متشکل از اعضای شورای شهر و شهردار تبریز در این جلسه حضور یافتند. در بازدید از پروژه‌های بزرگ شهر استانبول که به دعوت شهردار این شهر صورت گرفت، هیئت اعزامی از تبریز با دو نفر از سرمایه‌گذاران تبریزی که در پروژه‌های استانبول مشارکت داشتند، آشنا شده و در دیدار بعدی در سفارت ایران در ترکیه از آن‌ها برای بازدید و سرمایه‌گذاری در تبریز دعوت به عمل آمد. در سال ۸۶ مکاتبات رسمی با این سرمایه‌گذاران صورت گرفت و یکی از سرمایه‌گذاران قرارداد خود را با شهرداری تبریز برای ساخت این مجموعه منعقد کرد.

## ویژگی‌ها و امکانات

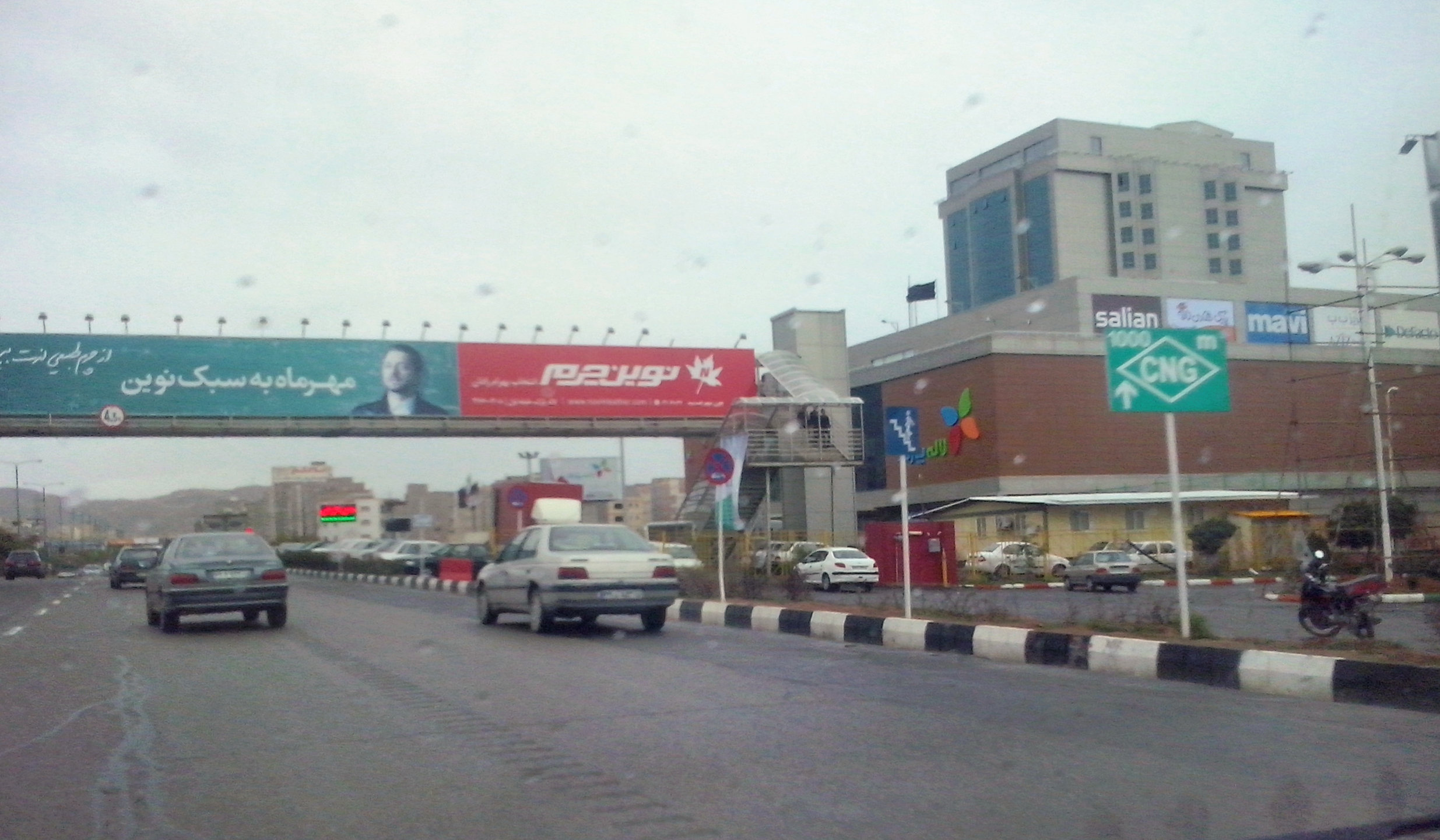
مجتمع تجاری لاله پارک در کنار هتل ۵ ستاره واقع در بزرگراه پاسداران.

پروژه لاله پارک در زمینی به مساحت ۲۶٬۵۰۰ متر مربع و زیربنای ۹۱٬۵۵۰ متر مربع در منطقه ۵ شهرداری تبریز واقع شده‌است. این پروژه در قالب مرکز تجاری، تفریحی و هتل ۵ ستاره بین‌المللی ساخته شده‌است و از حیث ابعاد و همچنین کاربری‌های پیش‌بینی شده در آن و به دلیل موقعیت جغرافیایی و دسترسی به شبکه بزرگراهی، از جمله طرح‌های بزرگ و ممتاز تجاری، تفریحی شهر تبریز محسوب می‌شود.از کل مساحت مجموعه، ۲۱ هزار متر مربع فضای تجاری، ۲۵ هزار متر مربع هتل و مابقی نیز پارکینگ و دیگر فضاهای عمومی را شامل می‌شود. فاز تجاری این مجموعه دارای ۶ طبقه و هتل پنج ستاره آن نیز دارای ۱۷ طبقه شامل ۲ طبقه زیرزمین و ۱۵ طبقه روی زمین است.

### هتل
هتلِ این مجموعه با نام هتل کایا لاله پارک، در ۲۲ تیر ۱۳۹۵ به صورت رسمی افتتاح شد. این هتل در واقع دهمین شعبه از شعبه‌های گروه هتل‌های زنجیره‌ای کایا در ترکیه است. در طبقه همکف هتل، بخش‌هایی نظیر لابی، کافی‌شاپ مدرن و کتابخانه تعبیه شده‌است. یک رستوران و یک سالن کنفرانس به مساحت ۲٬۰۰۰ متر مربع با قابلیت تقسیم به سالن مجزا در طبقه اول و ۵ سالن کنفرانس کوچک در طبقه دوم با میانگین ۱۰۰ تا ۱۸۰ مترمربع مساحت از دیگر متعلقات هتل لاله است.
در ۱۱ طبقه بعدی این هتل نیز که اختصاص به اتاق‌ها و واحدهای اقامتی دارد، ۱۹۲ اتاق استانداردِ ۳۵ متری، ۲۵ سوئیت ۶۴ متری و یک رویال سوئیت ۱۸۰ متری احداث شده‌است. طبقه فوقانی هتل نیز دارای یک رستوران بزرگ، یک مجموعه بزرگ ورزشی با مجموعه‌هایی چون استخر، سونا، جکوزی، سالن ماساژ، حمام ترک، سالن‌های ورزشی و سالن استراحت است.

### مجتمع تجاری

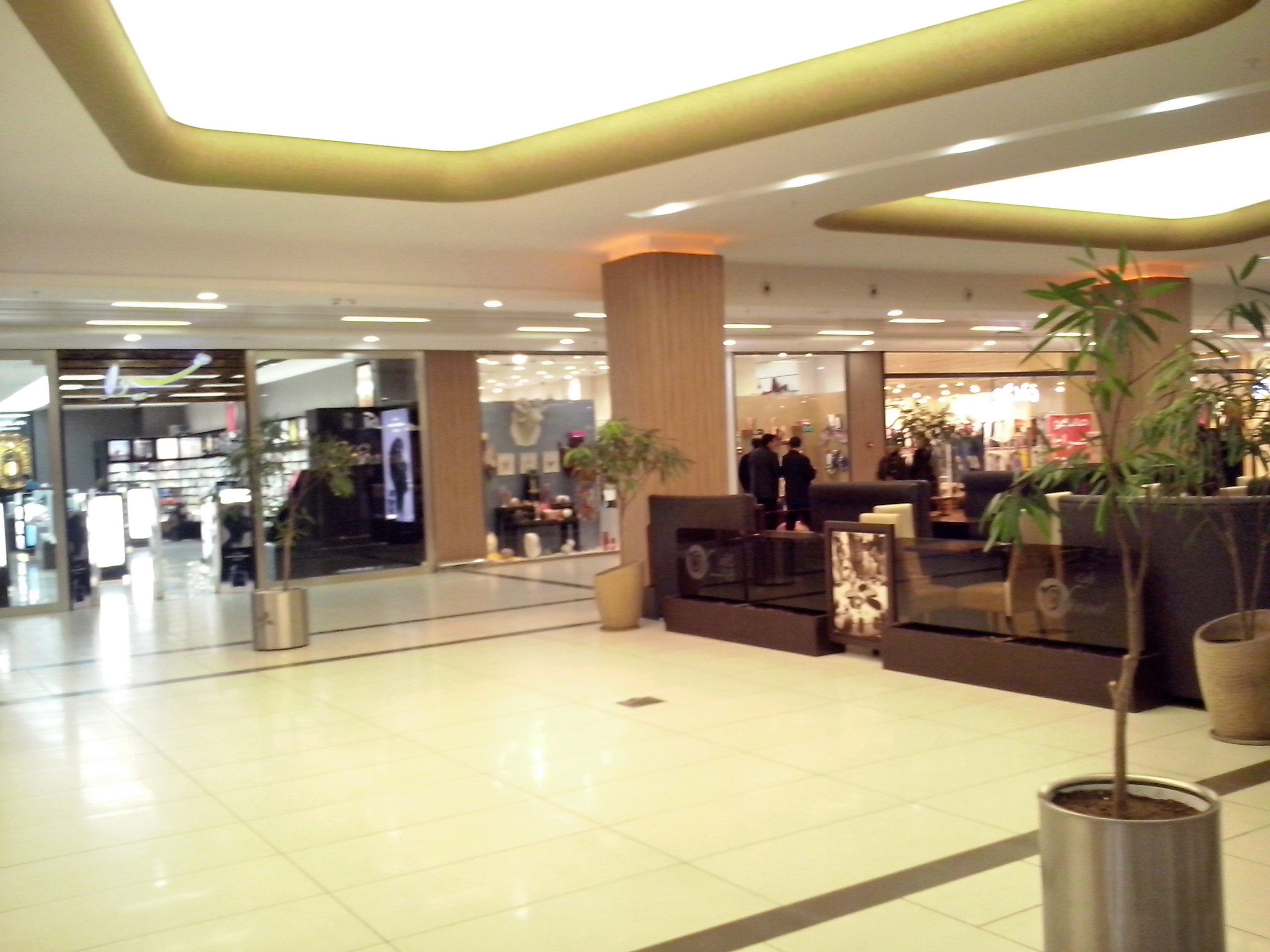
مجتمع تجاری لاله پارک.

مجتمع تجاری این مجموعه در ۱۹ بهمن ۱۳۹۱ به صورت رسمی به بهره‌برداری رسید. مجتمع تجاری لاله پارک دارای ۱۲۶ باب واحد تجاری، هایپرمارکت به متراژ ۵٬۳۰۰ متر مربع، فضای بازی کودکان به متراژ ۱٬۴۰۰ متر مربع و ۷۰ سرویس بهداشتی مخصوص آقایان، خانم‌ها و افراد معلول است.
همچنین این مجتمع تجاری مجهز به پارکینگ روباز و سرپوشیده با گنجایش ۱٬۲۰۰ خودرو و سرویس بهداشتی مخصوص نوزادان همراه با فضای شیردهی، ۱۲ عدد پله برقی، ۴ عدد رمپ برقی و اتاق کمک‌های اولیه در هر طبقه است.
در طبقه منهای یک این مجتمع نیز، یک زمین پاتیناژ با ظرفیت ۴۰ نفر و با تکنولوژی کشورهای ایتالیا و اتریش احداث شده‌است.

#### برندهای دارای نمایندگی

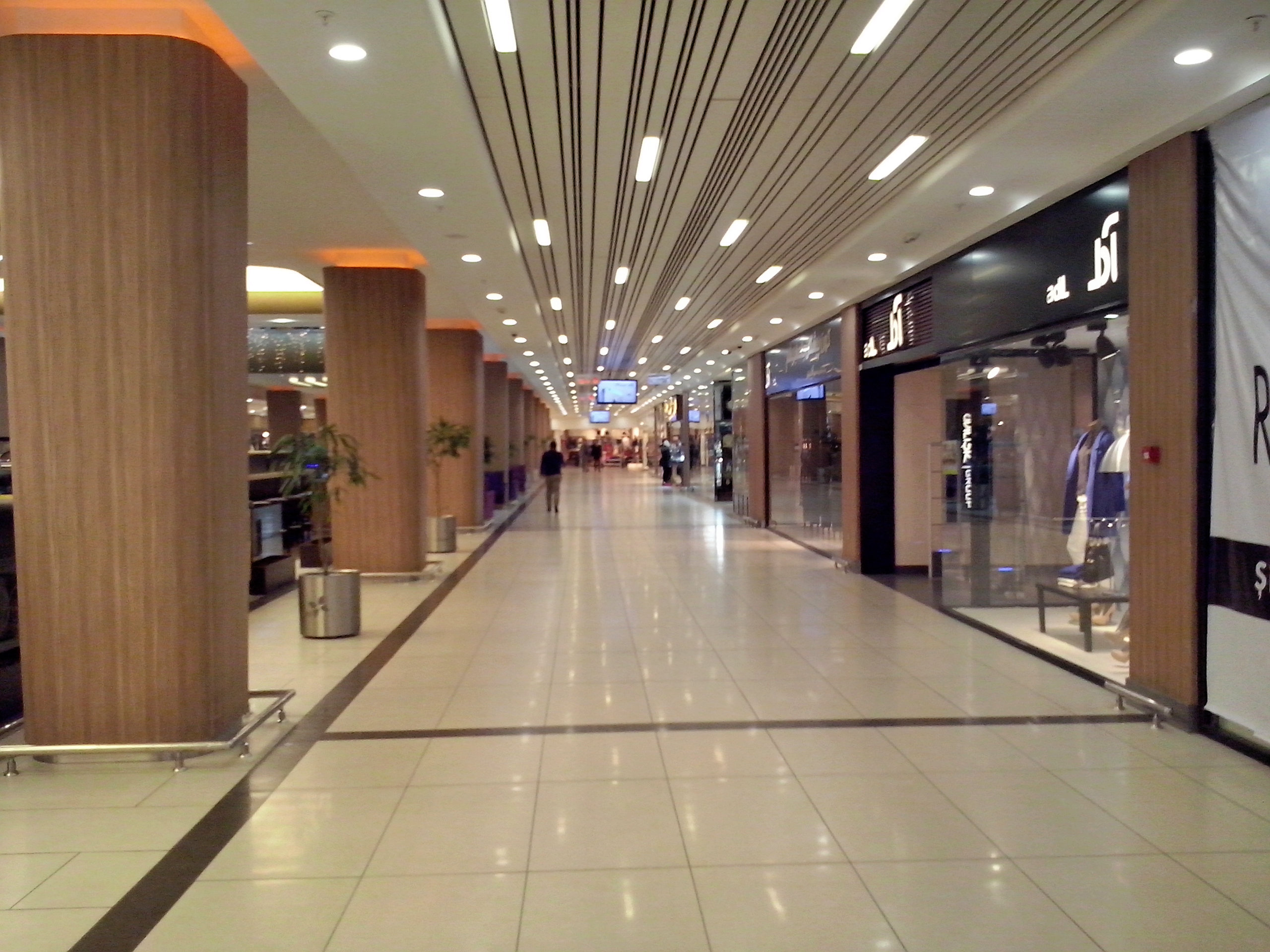
مرکز خرید لاله پارک.

این مرکز با تجمیع برندهای معتبر و جهانی، بزرگ‌ترین و مدرن‌ترین مرکز تجاری شمالغرب کشور محسوب می‌شود. نمایندگی برندهای معتبر ترکیه‌ای در این مجتمع تجاری که برخی از آن‌ها حتی در پایتخت کشور هم نمایندگی ندارند، از شاخصه‌های این مرکز تجاری است. بورس مختلفی از کالاها و برندهای متنوع و روز دنیا در زمینه پوشاک، کیف و کفش، طلا و جواهرات، لوازم ورزشی، لوازم خانگی و لوازم صوتی و تصویری در مرکز تجاری مجتمع لاله پارک تبریز عرضه می‌شود.
از جمله برندهای معتبر پوشاک، زیورآلات، لوام آرایشی و بهداشتی و اسباب بازی کودکان می‌توان به کوتون، دری مد، دفاکتو، ال‌سی وایکیکی، بالیززا، آدل، ماوی، افراز، مانگو، کیدزی، تینی وینی، آس مد، لگو، پانچو، تالگو، برشکا، کوپا لاین، لسکن، کولینز، کنیتکس، دامات، جیوانی جنتیله، تراست، فندی، لوکس اشاره کرد که در این مجتمع تجاری نمایندگی دارند که برخی از آن‌ها نمایندگی انحصاری برندها را دارا هستند.
شمار متوسط مراجعان به این مجتمع، در ایام غیر تعطیل به روزانه بیش از ۱۹ هزار نفر می‌رسد. همچنین شش میلیون نفر در سال از این مرکز خرید بازدید می‌کنند.